# Saint-Antonin-de-Sommaire
Saint-Antonin-de-Sommaire ist eine französische Gemeinde mit 213 Einwohnern (Stand 1. Januar 2022) im Département Eure in der Region Normandie (vor 2016 Haute-Normandie); sie gehört zum Arrondissement Bernay und zum Kanton Breteuil. Die Einwohner werden Antoniniens genannt.

## Geographie
Saint-Antonin-de-Sommaire liegt etwa 32 Kilometer südsüdöstlich von Bernay am namengebenden Flüsschen Sommaire. Umgeben wird Saint-Antonin-de-Sommaire von den Nachbargemeinden Juignettes im Norden und Westen, Les Bottereaux im Norden und Nordosten, Ambenay im Osten und Nordosten, Rugles im Osten und Südosten, Saint-Martin-d’Écublei im Süden sowie Saint-Nicolas-de-Sommaire im Südwesten.

## Bevölkerungsentwicklung
| Jahr                      | 1962 | 1968 | 1975 | 1982 | 1990 | 1999 | 2006 | 2013 |
| Einwohner                 | 199  | 186  | 179  | 182  | 188  | 170  | 175  | 175  |
| Quelle: Cassini und INSEE |      |      |      |      |      |      |      |      |

## Sehenswürdigkeiten
- Kirche Saint-Antonin